# Indica Watson
Indica Watson, född 20 januari 2010 i London, är en brittisk skådespelare.
Watson har bland annat medverkat i TV-serien Who Is Erin Carter? från 2023. Hon har även medverkat i filmerna Marie Curie: Pionjär. Geni. Rebell. från 2019 och Jakten på julen från 2021.

## Filmografi (i urval)
- 2019 – Gold Digger (TV-serie)
- 2019 – Marie Curie: Pionjär. Geni. Rebell.
- 2021 – Jakten på julen
- 2023 – Who is Erin Carter? (TV-serie)